# Pico da Neblina
Pico da Neblina ((portugalska izgovorjava: [ˈpiku dɐ neˈblĩnɐ], Megleni vrh) je najvišji vrh v Braziliji, 2995,3 metra nad morsko gladino, v Serra da Neblina, delu Serra do Imeri, delu Gvajanskega višavja na meji med Brazilijo in Venezuelo. Kot je leta 1962 ugotovila ekspedicija za raziskovanje meje, njen vrh leži tik znotraj brazilskega ozemlja, na vodoravni razdalji le 687 m od venezuelske meje pri Pico 31 de Março. Pogosta napačna predstava je, da to goro imenujemo kot najvišjo točko Južne Amerike zunaj Andov, medtem ko ignoriramo Sierra Nevada de Santa Marta v Kolumbiji.
Kot pove že ime vrha, je večino časa zavit v goste oblake. Prvič so se nanjo povzpeli leta 1965 člani odprave brazilske vojske.

## Lokacija
Uradno je Pico da Neblina v občini Santa Isabel do Rio Negro v zvezni državi Amazonas. Vendar pa gora ni neposredno dostopna iz mestnega sedeža občine, ki je oddaljen približno 180 km, in zvezna oblast nad narodnim parkom, rezervatom Yanomami in mejnim varnostnim območjem nadomešča občinsko oblast v vseh praktičnih pogledih. Najbližje mesto je pravzaprav São Gabriel da Cachoeira, približno 140 km v ravni črti, od koder odhajajo skoraj vse plezalne odprave.
Gora je v brazilskem narodnem parku Pico da Neblina; njena severna pobočja so zaščitena tudi v venezuelskem narodnem parku Serranía de la Neblina. Dvojna parka skupaj s sosednjim narodnim parkom Parima Tapirapecó (Venezuela) tvorita kompleks zavarovanih območij s približno 80.000 km², ki je verjetno največji sistem narodnih parkov v tropskih deževnih gozdovih na svetu. Pico da Neblina je tudi na ozemlju rezervata ljudstva Yanomami.

### Pogoste napačne predstave
Pico da Neblina se pogosto omenja kot točno na meji med Brazilijo in Venezuelo. To velja za njen masiv kot celoto, vendar je glavni vrh v celoti v Braziliji, 687 metrov od dejanske meje. Včasih se omenja tudi kot najvišja točka Južne Amerike zunaj Andov, vendar tudi to ni pravilno: naslov pripada Sierra Nevada de Santa Marta v Kolumbiji, ki je skoraj dvakrat višja od Pico da Neblina in popolnoma ločen od Andov. Vendar je Pico da Neblina res najvišja točka vzhodno od pogorja Andov in s tem velikega dela celine. Sosednji Pico 31 de Março, ki je na natančni mednarodni meji, je tudi najvišja točka v Venezueli zunaj Andov.

## Višinske meritve
Na podlagi nesporne meritve, ki jo je leta 1965 izvedel topograf José Ambrósio de Miranda Pombo s teodolitom, se je 39 let mislilo, da je nadmorska višina Pico da Neblina 3014 metrov, vendar je bila meritev leta 2004 veliko natančnejša. Z najsodobnejšo opremo GPS kartografa Marca Aurélia de Almeide Lime, člana ekspedicije brazilske vojske, jo je postavil na 2993,78 m. To je nato uradno priznal Brazilski inštitut za geografijo in statistiko (IBGE), uradna agencija zvezne vlade za geografsko raziskovanje in popis prebivalstva, ki je skupaj organizirala ekspedicijo.
Februarja 2016 je IBGE ponovno nekoliko popravil uradno nadmorsko višino Pico da Neblina na 2995,30 metra, kar je 1,52 metra razlike. Takrat ni bilo nove ekspedicije ali meritve na terenu; nova vrednost je preprosto matematični ponovni izračun nadmorske višine, ki temelji na predhodno pridobljenih podatkih polja GPS, ob upoštevanju na novo razpoložljivega, natančnejšega kartiranja brazilskega ozemlja glede na geoid (namišljeno površje, ki temelji na zemeljskem gravitacijskem polju, ki je referenca za nadmorske višine). To pojasnjuje, zakaj sta imela Pico da Neblina in Pico 31 de Março, ki sta drug poleg drugega, popolnoma enak popravek višine.

## Geologija in topografija
Masiv Neblina je sestavljen iz nagnjenega bloka peščenjaka, ki prekriva predkambijske metamorfne kamnine. Vrh je impresivna ostra skalnata piramida ali zob, ki se visoko (ko je vrh viden) dviga nad bližnjo nižino na brazilski strani, saj se pogorje Imeri hitro dvigne s samo približno 100 metrov nad morsko gladino na približno 2000 metrov ob vznožju vrha le nekaj kilometrov; od tam se vrh strmo dvigne.
Venezuelska stran masiva je bolj hribovita in višinski gradient proti severnim nižinam je manj nenaden, čeprav še vedno obstajajo globoka brezna in visoke stene. Sosednji Pico 31 de Março lahko štejemo za sekundarni vrh Pico da Neblina; ima bolj gladko, okroglo obliko in ga je včasih težko jasno ločiti od Pico da Neblina na fotografijah, odvisno od kota in razdalje. Zaradi ekvatorialne zemljepisne širine Pico da Neblina, čeprav je na vrhu lahko hladno, se zdi, da so temperature pod lediščem in mraz redek (stalne meritve se ne izvajajo), snega pa ni. En neavtoritativni vir navaja povprečno temperaturo 20 °C podnevi in 6 °C ponoči.

## Odkritje
Danes je na voljo malo dokumentacije o odkritju vrha in tako rekoč nobena ni merodajna, čeprav so Brazilci goro odkrili šele dokaj nedavno, sredi 20. stoletja. To pozno odkritje lahko razumemo, če se spomnimo, kako izjemno oddaljen, nedostopen in nenaseljen je ta del Amazonije še danes in da je težko pričakovati, da bi tako visoka gora (po brazilskih merilih) stala ob prostrani nizko ležeči Amazonski kotlini, čeprav je bilo znano, da so na tem območju gore. Poleg tega je Pico da Neblina, kot pove že njegovo ime, zamegljen in skrit očem večino časa.
Vse to je privedlo do tega, da so ga odkrili šele v 1950-ih. Natančen datum in okoliščine so nejasni in niso dokumentirani, vendar priljubljena zgodba, ki jo pogosto slišimo v Braziliji, pravi, da naj bi ga videl in o njem poročal letalski pilot, ki je nad njim preletel v trenutku, ko je na srečo brez oblačka. Vendar pa je bil masiv znan že precej prej na venezuelski strani, kjer se je imenoval Cerro Jimé. Leta 1954, osem let pred uspešnim vzponom na Pico da Neblina, je območje s severa obiskala odprava pod vodstvom botanika Bassetta Maguireja, ki je dosegla severni vrh masiva in opazovala najvišji vrh, takrat neimenovan, in ga ocenila biti med 8000-9000 čevljev. Celoten masiv so poimenovali Cerro de la Neblina, saj sta Maguire in Reynolds takrat menila, da je masiv ločena formacija od pogorja Imeri na jugovzhodu.
Kmalu po odpravi so najvišji vrh, čeprav gore še niso preplezali, so jo poimenovali Pico Phelps v čast uglednega ornitologa Williama H. Phelpsa ml. Med brazilsko odpravo leta 1962 je bilo ugotovljeno, da najvišji vrh v celoti leži v Braziliji. Brazilska odprava je preimenovala vrh v Pico da Neblina, kar je povzročilo nekaj zmede z imenom Cerro de la Neblina, ki se v Venezueli uporablja za označevanje celotnega masiva. Pomožni vrh na venezuelsko-brazilski meji je bil imenovan Pico 31 de Março v Braziliji, zdaj pa je znan kot Pico Phelps v Venezueli.
V 1950-ih še ni bilo jasno, ali je Pico da Neblina na brazilskem ali venezuelskem ozemlju, prav tako ni bila znana njegova natančna višina. Zato je še veliko let po odkritju vrha veljalo, da je najvišja brazilska gora Pico da Bandeira (2891 m), med jugovzhodnima državama Minas Gerais in Espírito Santo, v veliko bolj poseljeni, razviti in enostavno dostopni regiji. Šele leta 1965 je bilo ugotovljeno in postalo splošno znano, da je Pico da Neblina najvišja gora v državi. Pico da Bandeira ostaja najvišja brazilska gora zunaj amazonskega območja in tretja najvišja na splošno, za Pico da Neblina in 31 de Março.

## Dostop
Zaradi svoje lege v narodnem parku na obmejnem območju, ki je tudi del ozemlja ljudstva Yanomami, je dostop do območja omejen in je odvisen od posebnega dovoljenja Inštituta Chico Mendes za ohranjanje biotske raznovrstnosti (ICMBio), brazilske vladne organizacije, odgovorne za narodne parke. Dovoljenje je mogoče dobiti v pisarni ICMBio v São Gabriel da Cachoeira, vendar morajo vsi plezalci vzeti akreditiranega lokalnega vodnika. Pričakovati je treba štiridnevno potovanje v vsako smer, od tega trije sestavljeni iz pohoda po džungli v deževnem gozdu, ki je lahko tako težko in zahtevno kot sam vzpon. Reševanje je na tem območju skoraj nemogoče.
Onhocerkiaza ali rečna slepota, parazitska bolezen, ki lahko povzroči trajno slepoto in jo prenaša črna muha, je endemična na tem območju, čeprav z nizko pojavnostjo; možen je tudi prenos malarije in rumene mrzlice. Zato se plezalcem svetuje, da ne le sprejmejo največjo možno previdnost pri izogibanju pikom žuželk, temveč tudi, da se o preventivnih in/ali terapevtskih strategijah pogovorijo z usposobljenimi zdravniki, ki poznajo tropske bolezni.
Robson Czaban, brazilski fotograf, ki se je leta 1998 povzpel na Pico da Neblina, poroča o svoji pustolovščini (v portugalščini), da je na majhni planoti tik pod vrhom, na približno 2000 metrih, imenovani Garimpo do Tucano, vedno nekaj izpiralcev zlata, ki služi kot bazni tabor za zadnji in najstrmejši del vzpona. Čeprav je tamkajšnja prisotnost tehnično nezakonita, jih brazilske oblasti na splošno dopuščajo in Czaban domneva, da je to zato, ker naj bi na tako oddaljenem območju varovali mejo in naravo bolje kot pazniki in vojska. Czaban poroča, da so zelo prijazni in ustrežljivi.